# Beaune-sur-Arzon
Pour les articles homonymes, voir Beaune (homonymie).
Beaune-sur-Arzon est une commune française située dans le département de la Haute-Loire, en région Auvergne-Rhône-Alpes.

## Géographie

### Localisation
La commune de Beaune-sur-Arzon se trouve dans le département de la Haute-Loire, en région Auvergne-Rhône-Alpes.
Elle se situe à 33 km par la route du Puy-en-Velay, préfecture du département, et à 8 km de Craponne-sur-Arzon, bureau centralisateur du canton du Plateau du Haut-Velay granitique dont dépend la commune depuis 2015 pour les élections départementales.

### Communes proches et limitrophes
Les communes les plus proches sont : 
Chomelix (2,2 km), Jullianges (3,5 km), Félines (5,7 km), Saint-Georges-Lagricol (5,9 km), Craponne-sur-Arzon (6,2 km), Bellevue-la-Montagne (6,6 km), Bonneval (6,8 km), Saint-Victor-sur-Arlanc (6,9 km).
|            | Craponne-sur-Arzon |                        |
| Jullianges | Beaune-sur-Arzon   | Saint-Georges-Lagricol |
| Félines    | Chomelix           |                        |

### Hydrographie
L'Arzon, affluent de la Loire, coule sur le côté est de la butte sur laquelle est perché le bourg (la rivière est ici à environ 885 m et le bourg à environ 920 m).

### Climat
Pour des articles plus généraux, voir Climat d'Auvergne-Rhône-Alpes et Climat de la Haute-Loire.
En 2010, le climat de la commune est de type climat des marges montargnardes, selon une étude du Centre national de la recherche scientifique s'appuyant sur une série de données couvrant la période 1971-2000. En 2020, Météo-France publie une typologie des climats de la France métropolitaine dans laquelle la commune est exposée à un climat de montagne ou de marges de montagne et est dans la région climatique Nord-est du Massif Central, caractérisée par une pluviométrie annuelle de 800 à 1 200 mm, bien répartie dans l’année.
Pour la période 1971-2000, la température annuelle moyenne est de 8,2 °C, avec une amplitude thermique annuelle de 16,1 °C. Le cumul annuel moyen de précipitations est de 863 mm, avec 9,4 jours de précipitations en janvier et 7,5 jours en juillet. Pour la période 1991-2020, la température moyenne annuelle observée sur la station météorologique de Météo-France la plus proche, « Félines_sapc », sur la commune de Félines à 6 km à vol d'oiseau, est de 7,5 °C et le cumul annuel moyen de précipitations est de 930,5 mm,. Pour l'avenir, les paramètres climatiques de la commune estimés pour 2050 selon différents scénarios d'émission de gaz à effet de serre sont consultables sur un site dédié publié par Météo-France en novembre 2022.

## Urbanisme

### Typologie
Au 1er janvier 2024, Beaune-sur-Arzon est catégorisée commune rurale à habitat très dispersé, selon la nouvelle grille communale de densité à sept niveaux définie par l'Insee en 2022.
Elle est située hors unité urbaine et hors attraction des villes,.

### Occupation des sols
L'occupation des sols de la commune, telle qu'elle ressort de la base de données européenne d’occupation biophysique des sols Corine Land Cover (CLC), est marquée par l'importance des territoires agricoles (50,3 % en 2018), une proportion sensiblement équivalente à celle de 1990 (49,8 %). La répartition détaillée en 2018 est la suivante : 
forêts (49,7 %), zones agricoles hétérogènes (30 %), prairies (20,3 %). L'évolution de l’occupation des sols de la commune et de ses infrastructures peut être observée sur les différentes représentations cartographiques du territoire : la carte de Cassini (XVIIIe siècle), la carte d'état-major (1820-1866) et les cartes ou photos aériennes de l'IGN pour la période actuelle (1950 à aujourd'hui).

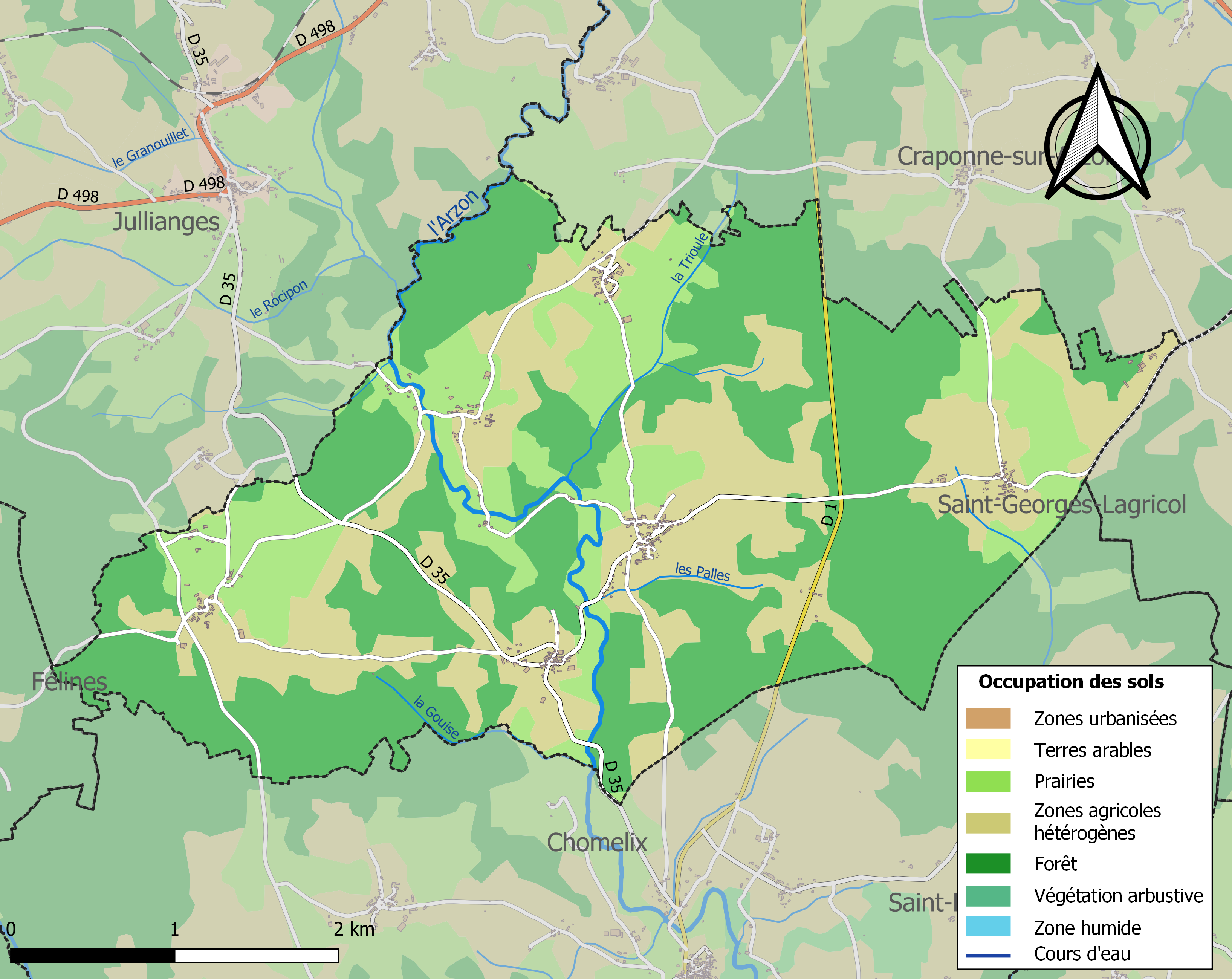
Carte des infrastructures et de l'occupation des sols de la commune en 2018 (CLC).
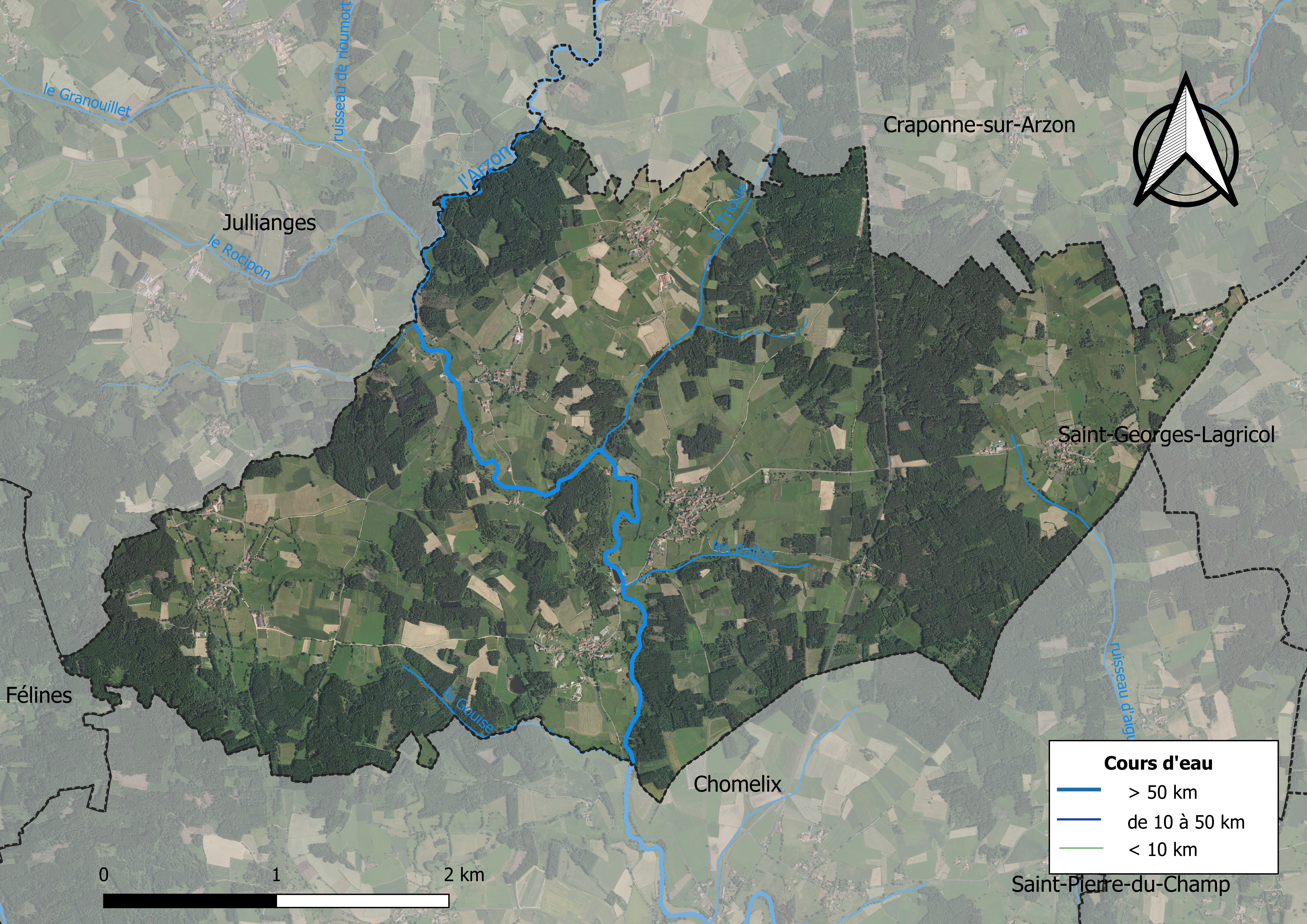
Carte orthophotographique de la commune.

### Habitat et logement
En 2018, le nombre total de logements dans la commune était de 176, alors qu'il était de 175 en 2013 et de 177 en 2008.
Parmi ces logements, 54,5 % étaient des résidences principales, 35,2 % des résidences secondaires et 10,2 % des logements vacants. Ces logements étaient pour 97,7 % d'entre eux des maisons individuelles et pour 1,7 % des appartements.
Le tableau ci-dessous présente la typologie des logements à Beaune-sur-Arzon en 2018 en comparaison avec celle de la Haute-Loire et de la France entière. Une caractéristique marquante du parc de logements est ainsi une proportion de résidences secondaires et logements occasionnels (35,2 %) supérieure à celle du département (16,1 %) et à celle de la France entière (9,7 %). Concernant le statut d'occupation de ces logements, 86,5 % des habitants de la commune sont propriétaires de leur logement (85,1 % en 2013), contre 70 % pour la Haute-Loire et 57,5 pour la France entière.
| Typologie                                               | Beaune-sur-Arzon | Haute-Loire | France entière |
| ------------------------------------------------------- | ---------------- | ----------- | -------------- |
| Résidences principales (en %)                           | 54,5             | 71,5        | 82,1           |
| Résidences secondaires et logements occasionnels (en %) | 35,2             | 16,1        | 9,7            |
| Logements vacants (en %)                                | 10,2             | 12,4        | 8,2            |

## Toponymie
Anciennes mentions : Capellanus de Beune (1275), Parochia ecclesiæ B. Juliani de Benne (1326), Beanes (1452), Belna, Balne (1484), Beaulne, Beaunes (1513), Beaune (1514).
« Beaune » est l'évolution étymologique du mot gaulois latinisé Belena, issu du dieu gaulois Belenos, divinité des eaux vives.

## Histoire
La voie Bolène passait par Mondoulioux (Mondouilloux), hameau à 3 km au nord-est de Beaune. On y a trouvé une borne milliaire.
En 1789, la commune de Beaune faisait partie de la province d'Auvergne, relevant de l'élection de Brioude, de la sous-délégation de La Chaise-Dieu et du ressort du tribunal de Riom. Elle dépendait du diocèse du Puy-en-Velay, avec pour saint patron saint Julien.

## Politique et administration

### Découpage territorial
La commune de Beaune-sur-Arzon est membre de la communauté d'agglomération du Puy-en-Velay, un établissement public de coopération intercommunale (EPCI) à fiscalité propre créé le 26 décembre 2016 dont le siège est à Le Puy-en-Velay. Ce dernier est par ailleurs membre d'autres groupements intercommunaux.
Sur le plan administratif, elle est rattachée à l'arrondissement du Puy-en-Velay, au département de la Haute-Loire, en tant que circonscription administrative de l'État, et à la région Auvergne-Rhône-Alpes.
Sur le plan électoral, elle dépend du canton du Plateau du Haut-Velay granitique pour l'élection des conseillers départementaux, depuis le redécoupage cantonal de 2014 entré en vigueur en 2015, et de la deuxième circonscription de la Haute-Loire   pour les élections législatives, depuis le redécoupage électoral de 1986.

### Élections municipales et communautaires

#### Élections de 2020
Le conseil municipal de Beaune-sur-Arzon, commune de moins de 1 000 habitants, est élu au scrutin majoritaire plurinominal à deux tours avec candidatures isolées ou groupées et possibilité de panachage. Compte tenu de la population communale, le nombre de sièges à pourvoir lors des élections municipales de 2020 est de 11. Sur les dix-neuf candidats en lice, dix  sont élus dès le premier tour, le 15 mars 2020, avec un taux de participation de 77,07 %. Le dernier  conseiller restant à élire est élu au second tour, qui se tient le 28 juin 2020 du fait de la pandémie de Covid-19, avec un taux de participation de 54,63 %.
Isabelle Seon est élue nouvelle maire de la commune le 7 juillet 2020.
Dans les communes de moins de 1 000 habitants, les conseillers communautaires sont désignés parmi les conseillers municipaux élus en suivant l’ordre du tableau (maire, adjoints puis conseillers municipaux) et dans la limite du nombre de sièges attribués à la commune au sein du conseil communautaire. Un siège est attribué à la commune au sein de la communauté d'agglomération du Puy-en-Velay.

#### Liste des maires
| Période                                  | Période  | Identité           | Étiquette | Qualité                                                                |
| ---------------------------------------- | -------- | ------------------ | --------- | ---------------------------------------------------------------------- |
| Les données manquantes sont à compléter. |          |                    |           |                                                                        |
| juin 1995                                | 2020     | Jean-Pierre Morgat | DVD       | Notaire Conseiller général du canton de Craponne-sur-Arzon (2001-2015) |
| 2020                                     | En cours | Isabelle Seon      |           |                                                                        |

## Population et société

### Démographie

#### Évolution démographique
L'évolution du nombre d'habitants est connue à travers les recensements de la population effectués dans la commune depuis 1793. Pour les communes de moins de 10 000 habitants, une enquête de recensement portant sur toute la population est réalisée tous les cinq ans, les populations de référence des années intermédiaires étant quant à elles estimées par interpolation ou extrapolation. Pour la commune, le premier recensement exhaustif entrant dans le cadre du nouveau dispositif a été réalisé en 2008.

En 2022, la commune comptait 217 habitants, en évolution de −4,41 % par rapport à 2016 (Haute-Loire : +0,36 %, France hors Mayotte : +2,11 %).
| 1793 | 1800 | 1806 | 1821 | 1831 | 1836 | 1841 | 1846 | 1851 |
| ---- | ---- | ---- | ---- | ---- | ---- | ---- | ---- | ---- |
| 950  | 835  | 884  | 838  | 884  | 891  | 894  | 903  | 872  |

| 1856 | 1861 | 1866 | 1872 | 1876 | 1881 | 1886 | 1891 | 1896 |
| ---- | ---- | ---- | ---- | ---- | ---- | ---- | ---- | ---- |
| 832  | 753  | 742  | 788  | 728  | 689  | 689  | 673  | 630  |

| 1901 | 1906 | 1911 | 1921 | 1926 | 1931 | 1936 | 1946 | 1954 |
| ---- | ---- | ---- | ---- | ---- | ---- | ---- | ---- | ---- |
| 629  | 681  | 641  | 522  | 506  | 436  | 406  | 374  | 346  |

| 1962 | 1968 | 1975 | 1982 | 1990 | 1999 | 2006 | 2008 | 2013 |
| ---- | ---- | ---- | ---- | ---- | ---- | ---- | ---- | ---- |
| 296  | 277  | 239  | 213  | 205  | 189  | 203  | 207  | 227  |

| 2018 | 2022 | - | - | - | - | - | - | - |
| ---- | ---- | - | - | - | - | - | - | - |
| 215  | 217  | - | - | - | - | - | - | - |

#### Pyramide des âges
La population de la commune est relativement âgée.
En 2018, le taux de personnes d'un âge inférieur à 30 ans s'élève à 27,5 %, soit en dessous de la moyenne départementale (31 %). À l'inverse, le taux de personnes d'âge supérieur à 60 ans est de 31,7 % la même année, alors qu'il est de 31,1 % au niveau départemental.
En 2018, la commune comptait 103 hommes pour 112 femmes, soit un taux de 52,09 % de femmes, légèrement supérieur au taux départemental (50,87 %).
Les pyramides des âges de la commune et du département s'établissent comme suit.
| Hommes | Classe d’âge | Femmes |
| ------ | ------------ | ------ |
| 0,0    | 90 ou +      | 0,0    |
| 6,8    | 75-89 ans    | 7,1    |
| 26,2   | 60-74 ans    | 23,2   |
| 25,2   | 45-59 ans    | 23,2   |
| 16,5   | 30-44 ans    | 17,0   |
| 10,7   | 15-29 ans    | 8,9    |
| 14,6   | 0-14 ans     | 20,5   |

| Hommes | Classe d’âge | Femmes |
| ------ | ------------ | ------ |
| 0,9    | 90 ou +      | 2,5    |
| 8,4    | 75-89 ans    | 11,7   |
| 20,4   | 60-74 ans    | 20,5   |
| 21,3   | 45-59 ans    | 20,3   |
| 16,8   | 30-44 ans    | 16,3   |
| 15,2   | 15-29 ans    | 13,2   |
| 17     | 0-14 ans     | 15,6   |

## Économie

### Revenus
En 2018, la commune compte 101 ménages fiscaux, regroupant 225 personnes. La médiane du revenu disponible par unité de consommation est de 18 330 € (20 800 € dans le département).

### Emploi
| Division       | 2008  | 2013  | 2018  |
| -------------- | ----- | ----- | ----- |
| Commune        | 3,2 % | 8,9 % | 9,2 % |
| Département    | 6,3 % | 7,7 % | 7,7 % |
| France entière | 8,3 % | 10 %  | 10 %  |

En 2018, la population âgée de 15 à 64 ans s'élève à 130 personnes, parmi lesquelles on compte 73,1 % d'actifs (63,8 % ayant un emploi et 9,2 % de chômeurs) et 26,9 % d'inactifs,. En  2018, le taux de chômage communal (au sens du recensement) des 15-64 ans est supérieur à celui du département, mais inférieur à celui de la France, alors qu'il était inférieur à celui du département et de la France en 2008.
La commune est hors attraction des villes,. Elle compte 32 emplois en 2018, contre 35 en 2013 et 36 en 2008. Le nombre d'actifs ayant un emploi résidant dans la commune est de 85, soit un indicateur de concentration d'emploi de 37,7 % et un taux d'activité parmi les 15 ans ou plus de 54,8 %.
Sur ces 85 actifs de 15 ans ou plus ayant un emploi, 24 travaillent dans la commune, soit 28 % des habitants. Pour se rendre au travail, 90,6 % des habitants utilisent un véhicule personnel ou de fonction à quatre roues, 1,2 % les transports en commun, 2,4 % s'y rendent en deux-roues, à vélo ou à pied et 5,9 % n'ont pas besoin de transport (travail au domicile).

### Activités hors agriculture
15 établissements sont implantés  à Beaune-sur-Arzon au 31 décembre 2019. Le tableau ci-dessous en détaille le nombre par secteur d'activité et compare les ratios avec ceux du département,.
| Secteur d'activité                                                                                        | Commune | Commune | Département |
| Secteur d'activité                                                                                        | Nombre  | %       | %           |
| --- | ------- | ------- | ----------- |
| Ensemble                                                                                                  | 15      |         |             |
| Industrie manufacturière, industries extractives et autres                                                | 1       | 6,7 %   | (14,2 %)    |
| Construction                                                                                              | 7       | 46,7 %  | (13,9 %)    |
| Commerce de gros et de détail, transports, hébergement et restauration                                    | 2       | 13,3 %  | (28,8 %)    |
| Activités financières et d'assurance                                                                      | 1       | 6,7 %   | (4,4 %)     |
| Activités immobilières                                                                                    | 3       | 20 %    | (3,9 %)     |
| Activités spécialisées, scientifiques et techniques et activités de services administratifs et de soutien | 1       | 6,7 %   | (11,6 %)    |

Le secteur de la construction est prépondérant sur la commune puisqu'il représente 46,7 % du nombre total d'établissements de la commune (7 sur les 15 entreprises implantées  à Beaune-sur-Arzon), contre 13,9 % au niveau départemental.

### Agriculture
La commune fait partie de la petite région agricole dénommée « Monts du Forez ». En 2010, l'orientation technico-économique de l'agriculture  sur la commune est la production de bovins, orientation élevage et viande.
|                                   | 1988 | 2000 | 2010 |
| --------------------------------- | ---- | ---- | ---- |
| Exploitations                     | 27   | 17   | 13   |
| Superficie agricole utilisée (ha) | 832  | 784  | 844  |

Le nombre d'exploitations agricoles en activité et ayant leur siège dans la commune est passé de 27 en 1988 à 17 en 2000 puis à 13 en 2010, soit une baisse de 52 % en 22 ans. Le même mouvement est observé à l'échelle du département qui a perdu pendant cette période 43 % de ses exploitations. La surface agricole utilisée sur la commune a quant à elle augmenté, passant de 832 ha en 1988 à 844 ha en 2010. Parallèlement la surface agricole utilisée moyenne par exploitation a augmenté, passant de 31 à 65 ha.

## Culture locale et patrimoine

### Lieux et monuments
- Église Saint-Julien-de-Brioude